# Sipalinus gigas
Sipalinus gigas — вид жуків родини Довгоносики (Curculionidae).

## Поширення
Вид поширений в Кореї, Японії, Китаї, Індії, на Філіппінах, в Новій Гвінеї, Соломонових островах та на сході Австралії.

## Опис
Жук завдовжки 12-30 мм, коричневого забарвлення. Головотрубка довга вигнута. Її основу покрито грубими точками, а її вершина розширена і сплощення. Переднеспинка в глибоких густих, здебільшого зливаються, ямках перехідних в горбки з боків. Надкрила слабо опуклі, з крутим схилом на вершині. Непарні проміжки надкрильев ширше парних. Точки в борознах великі ямкообразние.

## Спосіб життя
Розвивається в деревині різних дерев: дуб, липа, слива, абрикос, бук, каштан, ялиця, ялина, сосна тощо